# Bob Kick, l'enfant terrible
 (juillet 2025).
Pour plus de détails, voir Fiche technique et Distribution.
Bob Kick, l'enfant terrible est un film de Georges Méliès sorti en 1903 au début du cinéma muet.

## Fiche technique
- Titre : Bob Kick, l'enfant terrible
- Réalisation : Georges Méliès
- Production : Star Film
- Pays d'origine : France
- Genre : Comédie
- Durée : 2 minutes

## Distribution
- Georges Méliès